# Nintendo Wi-Fi Connection
Nintendo Wi-Fi Connection(яп. ニンテンドーWi-Fiコネクション, сокращённо WFC) — это служба, предоставлявшая доступ в Интернет для консолей Nintendo DS и Wii. Она позволяла играть в многопользовательские игры, совместимые с Nintendo DS и Wii. Nintendo Wi-Fi Connection был одним из нескольких возможных способов одновременного подключения двух и более указанных выше консолей к сети.
26 января 2012 года было анонсировано, что сервис Nintendo Wi-Fi Connection будет заменён и поглощён новым сервисом Nintendo Network. Nintendo Network предоставил доступ для 3DS и Wii U, но поддержка Wii и Nintendo DS так и не была реализована.
Сервис Nintendo Wi-Fi Connection закрыт 20 мая 2014 года.

## Особенности
Nintendo Wi-Fi был разработан для того, чтобы легко подключаться к сети; он был безопасен и бесплатен (оплачивается только обычный доступ в Интернет). Nintendo Wi-Fi поддерживает до 16 игроков на Nintendo DS и до 32 игроков на Wii. Для многих игр нескольким игрокам требовался только один картридж с игрой: использовалась функция Download Play, позволявшая загружать необходимую часть игры другими игроками у владельца картриджа. Основные возможности подключения Wi-Fi во всем мире включали поиск партнёров, лидеров игры, таблицы рекордов, турниры и загружаемый контент. Дополнительные возможности были доступны между друзьями, когда они обменялись друг с другом так называемым «Friend Code»'ом.

## Friend Codes
Каждая игра, которая раньше использовала Nintendo Wi-Fi Connection, создавала для каждого игрока индивидуальный двенадцатизначный «Friend Code» (код друга). Для того, чтобы стать «другом» в какой либо игре, нужно было обменяться с другом кодами и ввести в игре обоим друзьям, в некоторых играх были списки друзей.

## Pay & Play (заплати и играй)
В 2008 Nintendo объявила о новой возможности для Wi-Fi Connection — Pay & Play. Игры, в которых есть значок Pay & Play, могут либо платно загружаться, либо иметь платный контент. Специальный красный значок Pay & Play используется для того, чтобы отличить их от обычных бесплатных игр.

## WiiConnect24
WiiConnect24 позволял поддерживать подключение к Интернету даже при нахождении консоли в режиме ожидания. Это было нужно для обновления прогнозов погоды и новостей. Сервис был закрыт 28 июня 2013.